# Strada europea E572
La strada europea E572 è una strada europea che collega Trenčín a Žiar nad Hronom. Come si evince dalla numerazione, si tratta di una strada di classe B posta nell'area delimitata a nord dalla E50, a sud dalla E60, ad ovest dalla E75 e ad est dalla E85.

## Percorso
La E572 è definita con i seguenti capisaldi di itinerario: "Trenčín - Žiar nad Hronom".